# Abe Shinnosuke (Journalist)

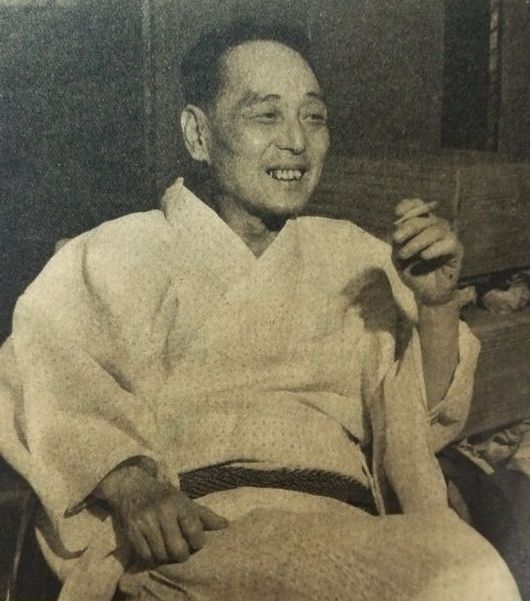
Abe Shinnosuke (1952)

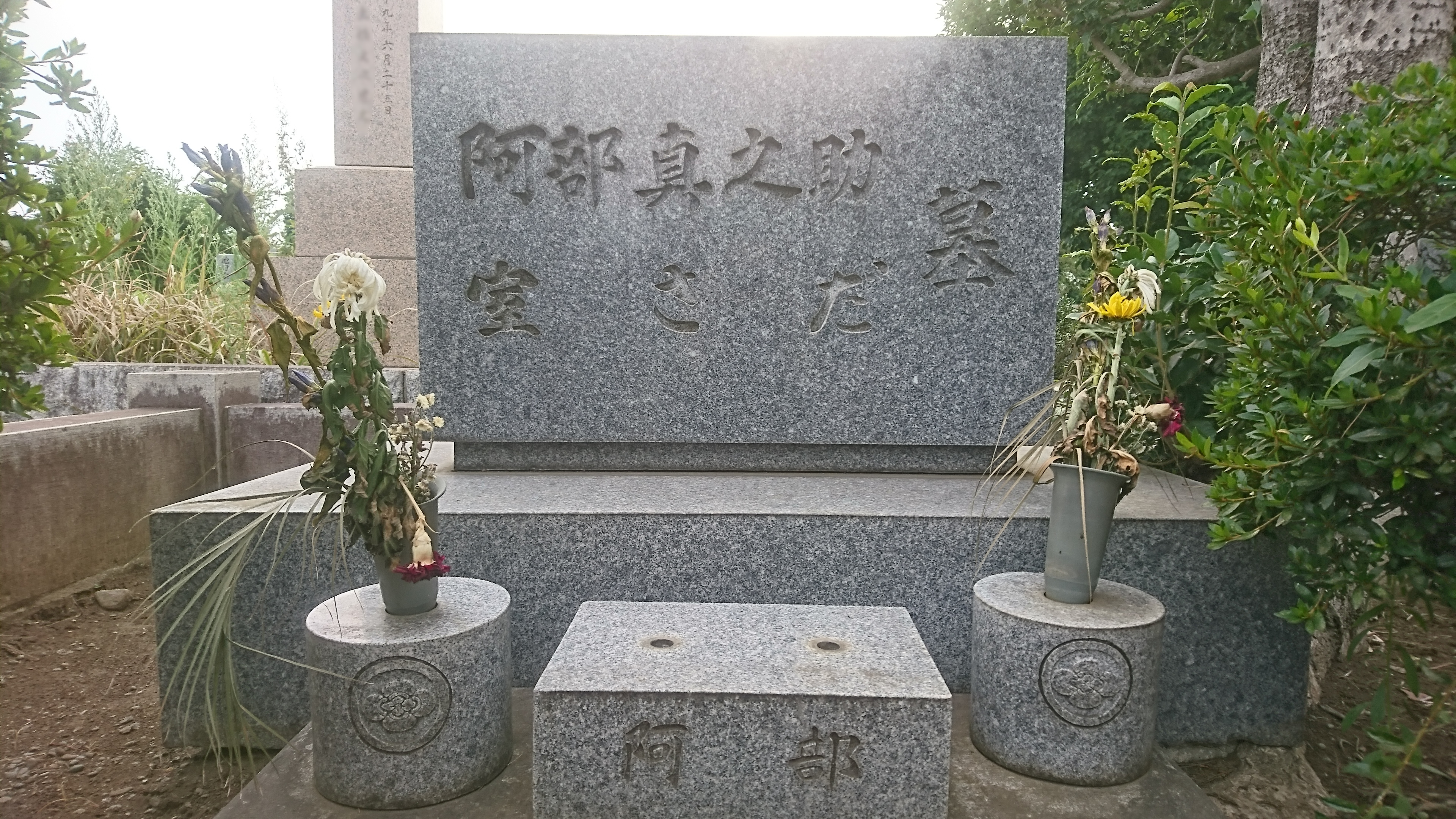
Abes Grab, Friedhof Tama

Abe Shinnosuke (japanisch 阿部 眞之助; * 29. März 1884 in Kumagaya (Präfektur Saitama); † 9. Juli 1964) war ein japanischer Journalist und Essayist.

## Leben und Wirken
Abe Shinnosuke machte seinen Studienabschluss der Fakultät für Gesellschaftskunde an der Universität Tokio. Dann begann er für die Zeitung „Manshū Nichi-Nichi Shimbun“ (満州日日新聞) zu arbeiten, weiters als Reporter für die Zeitung „Tōkyō Nichi-Nichi Shimbun“ (東京日日新聞), die dann später in „Mainichi Shimbun“ umbenannt wurde. Nachdem er als Leiter der Abteilungen für Soziales, Kunst, Politik gearbeitet hatte, wurde er 1938 Vorstandsmitglied der Zeitung. Danach war er Chefredakteur und zentrale Figur der Zeitung, bis er 1944 in den Ruhestand ging.
Nach dem Zweiten Weltkrieg gewann Abe als Schreiber viele treue Leser mit seinen scharfen Formulierungen als unabhängiger und charakterfester Kritiker der Politik, der sich für die Verbesserung des politischen Bewusstseins einsetzte. 1953 gründete er den „Essayisten-Club Japans“ (日本エッセイスト・クラブ) und übernahm den Vorsitz. Nachdem er Vorsitzender des NHK-Verwaltungsausschusses war, wurde er ab 1960 der 9. Vorsitzende des NHK. Er wirkte als Mitglied verschiedener Gremien der Regierung, darunter auch als Vorsitzender des „National Language Council“ (国語審議会, Kokugo shingikai).
Abe hat viele Bücher geschrieben. 1955 erhielt er den Kikuchi-Kan-Preis und 1956 den „Newspaper Culture Award“ (新聞文化賞, Shimbun bunka-shō) des japanischen Zeitungsverbandes.